# Columbus Sea Shepherd
Le Columbus Sea Shepherd est le dernier voilier de course de Jean-Yves Terlain, skipper français. Anciennement UAP puis UAP-Médecins sans frontières, classe 60 pieds Open, transformé en bateau de travail pouvant accueillir jusqu'à 18 personnes en croisière côtière. 
Son immatriculation est « LR 914738 » (quartier maritime de La Rochelle).

## Histoire
En 2008, Jean-Yves Terlain met son voilier au service des activités du WWF France sous le nom de WWF Columbus. Il effectue de multiples missions scientifiques en son nom.  
C'est lors de la 17e édition des Voiles d'Antibes, en juin 2012, que le bateau est rebaptisé Columbus Sea Shepherd et arbore le pavillon noir de la Sea Shepherd Conservation Society (SSCS). Le bateau de Jean-Yves Terlain devient le navire ambassadeur pour l'Europe de cette ONG de « défense des océans » s'opposant aux massacres des grands cétacés, requins, dauphins, tortues, phoques, etc.
Le navire de Jean-Yves Terlain est présent à Brest 2008 en tant que WWF Columbus et aux Tonnerres de Brest 2012 en tant que Columbus Sea Sheperd, et participe également à l'Armada 2013 de Rouen.